# Trachelopachys quadriocellatus
Espèce
Synonymes
- Ceto quadriocellata Mello-Leitão, 1939

Trachelopachys quadriocellatus est une espèce d'araignées aranéomorphes de la famille des Trachelidae.

## Distribution
Cette espèce se rencontre au Paraguay, en Bolivie et en Argentine dans les provinces de Corrientes, de Tucumán et de Salta.

## Description
Le mâle décrit par Platnick et Rocha en 1995 mesure 5,63 mm et la femelle 6,22 mm.

## Publication originale
- Mello-Leitão, 1939 : Araignées américaines du Musée d'histoire naturelle de Bâle. Revue Suisse de Zoologie, vol. 46, p. 43-93.